# Chelsea (Oklahoma)
Chelsea és un poble dels Estats Units a l'estat d'Oklahoma. Segons el cens del 2000 tenia 2.136 habitants.

## Demografia
Segons el cens del 2000, Chelsea tenia 2.136 habitants, 835 habitatges, i 539 famílies. La densitat de població era de 488 habitants per km².
Dels 835 habitatges en un 35,2% hi vivien nens de menys de 18 anys, en un 45,4% hi vivien parelles casades, en un 14,4% dones solteres, i en un 35,4% no eren unitats familiars. En el 32% dels habitatges hi vivien persones soles el 16,2% de les quals corresponia a persones de 65 anys o més que vivien soles. El nombre mitjà de persones vivint en cada habitatge era de 2,51 i el nombre mitjà de persones que vivien en cada família era de 3,19.
Per edats la població es repartia de la següent manera: un 30,4% tenia menys de 18 anys, un 9% entre 18 i 24, un 25,3% entre 25 i 44, un 18,5% de 45 a 60 i un 16,8% 65 anys o més.
L'edat mediana era de 33 anys. Per cada 100 dones de 18 o més anys hi havia 79,9 homes.
La renda mediana per habitatge era de 24.127$ i la renda mediana per família de 29.432$. Els homes tenien una renda mediana de 29.018$ mentre que les dones 19.875$. La renda per capita de la població era de 12.889$. Entorn del 14,9% de les famílies i el 18,8% de la població estaven per davall del llindar de pobresa.

## Poblacions més properes
El següent diagrama mostra les poblacions més properes.